# Щербакова, Ирина Лазаревна
Ири́на Ла́заревна Щербако́ва (урождённая Ла́зарева; род. 14 мая 1949, Москва) — советская, российская правозащитница, историк и публицистка, кандидат филологических наук, приглашённый профессор Йенского университета. Одна из основательниц общества «Мемориал» и сопредседательница его правления.

## Биография
Родилась 14 мая 1949 года в Москве. Родители — евреи. Окончила филологический факультет МГУ по специальности «филолог-германист». Работала германисткой[уточнить] и переводчицей немецкой литературы. В 1978 году защитила кандидатскую диссертацию по германистике.
С конца 1970-х годов собирала устные воспоминания бывших заключённых ГУЛАГа, записывая их на магнитофон. В 1973—1983 годах работала редактором в журнале «Советская литература» и в «Литературной газете».
В 1988 году стала одной из основательниц общества «Мемориал». Руководила молодёжными и образовательными программами «Мемориала», координировала его проекты по устной истории. , а с 1999 года руководила проведением ежегодного школьного конкурса «Человек в истории. Россия — XX век».
С 1991 года занималась работой в архивах КГБ. В 1991—1992 годах работала редактором в «Независимой газете». В 1992—2006 годах преподавала в Российском государственном гуманитарном университете устную историю и визуальную антропологию, имела учёное звание доцента.
В 1994—1995 годах читала лекции по устной истории в Научной коллегии Берлина. В 1998 году преподавала в Институте гуманитарных наук в Вене. Была приглашённым профессором в Зальцбургском (1998—1999), Бременском (2008) и Йенском (2008—2009) университетах.
В 2022 году, после вторжения России в Украину, вместе с мужем покинула Россию. Провела несколько месяцев в Тель-Авиве, после чего переехала в Веймар, став приглашённым профессором в колледже Имре Кертеса Йенского университета.
28 марта 2025 года Министерством юстиции России внесена в список физических лиц — «иностранных агентов».

## Научная деятельность
Области научной деятельности Щербаковой — устная история, тоталитаризм, сталинизм, ГУЛАГ и советские лагеря специального назначения на немецкой территории после 1945 года, культурная память в России и политика памяти.

## Общественная деятельность
- Член академического научного совета Фонда мемориальных комплексов Бухенвальд и Миттельбау-Дора (1999)[5]
- Почётный член Центра литературных и культурных исследований[нем.] в Берлине (2010)[9].
- Член правления организации «Акция искупления[англ.]», Германия[7].
- Член правления Фонда Марион Дёнхофф[7].
- Сопредседательница правления возрождённого общества «Мемориал» (2023) совместно с Андреа Гуллотта и Евгением Захаровым[14].

## Семья
- Мать — Надежда Яковлевна Мирова (1927—2009), учительница литературы в 57-й школе в Москве.
- Отец — Лазарь Ильич Лазарев (1924—2010), литературный критик и литературовед.
- Сестра — Екатерина Лазаревна Шкловская-Корди (род. 1953), художница.
- Муж — Александр Щербаков (род. 1946).
- Дочь — Елизавета Щербакова, филолог.

## Награды
- Журналистская премия немецких католиков[нем.] (1994) за фильм «Александр Мень. Облава на солнечный свет» («WDR», 1993)[9].
- Орден «За заслуги перед Федеративной Республикой Германия» (2005)[9].
- Медаль Уполномоченный по правам человека в России (2013)[9].
- Премия Карла Осецкого[нем.] (2014) за исследования истории XX века и вклад во взаимопонимание между Россией и Германией[4].
- Премия Московской Хельсинкской группы (2015) за развитие традиций защиты прав человека среди молодежи[15].
- Медаль Гёте (2017) за вклад в международный культурный обмен[8].
- Премия «Просветитель» (2017) в номинации «Гуманитарные науки» за книгу «Знак не сотрётся. Судьбы остарбайтеров в письмах, воспоминаниях и устных рассказах», написанную совместно с Алёной Козловой, Николаем Михайловым и Ириной Островской[16].
- Австрийский почётный знак «За науку и искусство» (2019)[7].
- Премия Марион Дёнхофф[нем.] (2022) за просвещение россиян и борьбу за права человека в России[17].